# Elecciones a la Asamblea de Melilla de 2007
Las elecciones a la Asamblea de Melilla de 2007 tuvieron lugar el 27 de mayo de dicho año.

## Precampaña y campaña electoral

### Falsificación de formularios de voto por correo
El 13 de abril de 2007 la Guardia Civil descubrió en una imprenta en Melilla la realización de mil copias ilegales de solicitudes de voto por correo por encargo del Partido Popular, acusándose al gerente popular, Javier Lence. Tras la puesta en libertad de éste, que alegó "querer facilitar el voto", otras distintas personas fueron detenidas. El PSOE de Melilla declaró que se personaría en el caso. El presidente del PP de Melilla, Arturo Esteban Albert, justificó como "decisión personal" de Javier Lence, encargar impresos de voto por correo por "el colapso de la administración electoral y en Correos para recoger impresos".
Diez días después, la juez del Juzgado de Primera Instancia e Instrucción número 3 de Melilla decretó que el encargo de estos impresos por el Partido Popular no es un hecho "constitutivo de delito", ya que "no resulta acreditada ni probada la intención maliciosa en los procesados", acordando así el sobreseimiento libre y el archivo de la causa. Como consecuencias, el secretario general del PP, Ángel Acebes, pidió al PSOE que se disculpara por la "operación de acoso y derribo" creada, mientras que los socialistas anunciaron que recurrirían el auto.

## Resultados
El Partido Popular (que en las elecciones de 2003 se había presentado en coalición con Unión del Pueblo Melillense, la cual se integró posteriormente en el PP) mantuvo la representación que había obtenido en 2003 con UPM), obteniendo una amplia mayoría absoluta (15 de 25), lo que le permitió revalidar la alcaldía-presidencia de la ciudad. El PSOE ganó dos representantes, a costa de Coalición por Melilla. Los dos partidos de la oposición se repartieron los representantes no obtenidos por el PP.
| ← Elecciones a la Asamblea de Melilla de 2007 →                   |         |                         |        |        |            |     |
| Alcalde-presidente y gobierno                                     | Partido | Candidato               | Votos  | %      | Concejales | +/- |
| - Alcalde-presidente: Juan José Imbroda Ortiz (PP) - Gobierno: PP | PP      | Juan José Imbroda Ortiz | 16.102 | 56,75% | 15         | =a  |
| - Alcalde-presidente: Juan José Imbroda Ortiz (PP) - Gobierno: PP | CpM     | Mustafa Aberchán        | 6.245  | 22,01% | 5          | -2  |
| - Alcalde-presidente: Juan José Imbroda Ortiz (PP) - Gobierno: PP | PSOE    | Dionisio Muñoz Pérez    | 5.246  | 18,49% | 5          | +2  |
| - Alcalde-presidente: Juan José Imbroda Ortiz (PP) - Gobierno: PP | CM      |                         | 783    | 2,76%  | 0          | =   |

aEl Partido Popular de Melilla se presentó a las elecciones de 2003 en candidatura conjunta con Unión del Pueblo Melillense, formación a la que ahora integra